# Luisa Isabel Álvarez de Toledo
Luisa Isabel Álvarez de Toledo y Maura (Cascais, Estoril, 21 de agosto de 1936 - Sanlúcar de Barrameda, 7 de março de 2008) foi uma aristocrata, escritora e historiadora espanhola, XXI duquesa de Medina Sidonia — que ostenta o primeiro ducado hereditário que se concedeu na Coroa de Castela, em 1445 — XVII marquesa de Villafranca do Bierzo, XVIII marquesa de Los Vélez, XXV condessa de Niebla e três vezes Grande de Espanha. Foi conhecida como a Duquesa Vermelha devido aos seus ideais republicanos e à sua oposição ao franquismo, tornando-a uma nobre aristocrata atípica.
A sua residência principal foi o palácio de Medina Sidonia, situado em Sanlúcar de Barrameda, que alberga um dos arquivos privados mais importantes da Europa.
Publicou vários livros, sendo a sua obra historiográfica bastante polémica e controversa. Dedicou grande parte de sua vida à conservação e catalogação do Arquivo da Casa de Medina Sidónia, bem como à criação da Fundação Casa Medina Sidónia.

## Biografia

### Infância e juventude
Luisa Isabel Álvarez de Toledo y Maura era filha de Joaquín Álvarez de Toledo y Caro, XX duque de Medina Sidonia, e de María del Carmen Maura y Herrera, sendo ainda neta do presidente do governo Antonio Maura, historiador e duque de Maura.

### Primeiro casamento e descendência
Casou-se em 16 de julho de 1955 com Leoncio González de Gregorio y Martí (Madri, 29 de outubro de 1930 - Soria, 23 de fevereiro de 2008), da família dos condes de La Puebla de Valverde, com quem teve três filhos:
- Leoncio Alonso González de Gregorio y Álvarez de Toledo (3 de janeiro de 1956), que herdaria os títulos de sua mãe.
- María del Pilar Leticia González de Gregorio y Álvarez de Toledo (10 de janeiro de 1957), XVI duquesa de Fernandina depois da reabilitação do título em 1993. Título revogado em 2012.[5]
- Gabriel Ernesto González de Gregorio y Álvarez de Toledo.

### Chefia das casas de Medina Sidonia, Villafranca e Los Vélez
O 11 de dezembro de 1955, depois da morte, sem testamento, de seu pai, Luisa Isabel Álvarez de Toledo foi aos 19 anos declarada sua herdeira universal por sentença judicial, passando a ter a chefia das casas de Medina Sidonia, Los Vélez, Villafranca e ostentando os títulos do pai:
- Marquesado dos Vélez, com Grandeza de Espanha (desde 1951, por distribuição);[6]
- Condado de Niebla (1957);
- Ducado de Medina Sidonia, com Grandeza de Espanha (1957);
- Marquesado de Villafranca del Bierzo, com Grandeza de Espanha (1957).

Em 1958 solicitou a reabilitação do ducado de Fernandina, que estava vaga, mas não terminou os trâmites administrativos devido a seu exílio. Em 1993, o ducado foi reabilitado a favor de sua filha Pilar. Por outro lado, não solicitou a reabilitação do principado de Montalbán, nem de outros que podia ter solicitado.

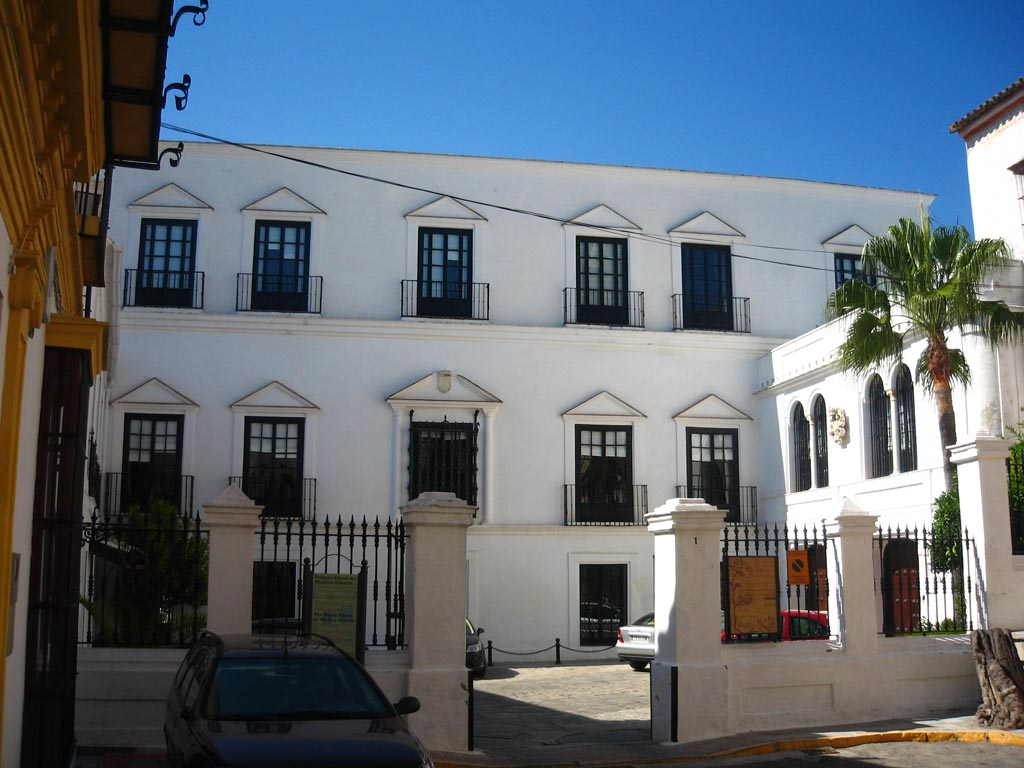
Palácio ducal de Medina Sidonia, em Sanlúcar de Barrameda

### Dissidência e cárcere
Em 17 de janeiro de 1967 Luisa Isabel Álvarez de Toledo foi detida pela Policia civil quando iniciava, sem autorização, uma marcha sobre Madrid, onde se iam manifestar cinquenta agricultores que exigiam indemnizações pelo acidente nuclear de Palomares. Foi acusada e levada para a prisão de Alcalá de Henares, onde permaneceu durante oito meses no ano 1969   e foi liberta graças ao decreto-lei de amnistia. Depois da publicação de seu livro A Greve, o Tribunal de Ordem Pública emitiu outra sentença condenatória, mas ela já se tinha exilado voluntariamente em França. Depois da morte do ditador Francisco Franco, Isabel regressou a Espanha, e estabeleceu-se em Sanlúcar de Barrameda, onde permaneceu o resto de sua vida.

### Revolução cubana
Em 1967 o governo espanhol iniciou negociações com o governo de Cuba para conseguir que se indemnizasse aos espanhóis cujos bens na ilha tinham sido expropriados como consequência da Revolução cubana. A duquesa de Medina Sidonia era proprietária na ilha de imóveis e acções de La Tropical, uma das principais empresas cervejeiras do país, herança dos Condes de La Mortera. No entanto, ainda que as negociações fossem retomadas pelos governos de Adolfo Suárez e Felipe González, quando a duquesa já tinha regressado do exílio, ela manifestou que "Tudo o que queria dizer de Cuba, disse-o em 1965", em artigos que escrevera então, a favor da Revolução.

### Fundação Casa Medina Sidonia
Em 1984 a duquesa declarou que só era proprietária de 30 hectares do pinhal e do Palácio de Medina Sidonia, para onde transladou o arquivo familiar: o Arquivo da Casa de Medina Sidonia, que se encontrava numa arrecadação de Madrid e que Isabel recatalogou.
Em 1990 fundou a Casa Medina Sidonia na que reuniu a maioria de seu património e se dedicou mais intensamente à investigação histórica.

### Após o divórcio
Em 1983, durante o casamento de seu filho Leoncio, Luisa Isabel Álvarez de Toledo conheceu Liliane Dahlmann, que foi testemunha por parte da noiva, com a qual em poucos meses começou uma relação sentimental.

Em 2005 o seu marido solicitou judicialmente o divórcio, e como a duquesa nunca contestou, o juiz lho outorgou pelos anos de separação efectiva.

## Obra literária
- Colores (1960);
- Palomares (Memoria) [publicação abortada pelo regime franquista em 1968, e publicada finalmente em 2002.]
- Mi cárcel. [Recompilação de artigos entre 1969 e 1970 sobre a sua experiência na prisão].
- La base (1971);
- La Huelga (1974);
- La cacería (1977);
- Presente infinito (1998);
- Las vidas sin Dios (2004);
- La ilustre degeneración.

## Obra historiográfica
- Historia de una conjura: la supuesta rebelión de Andalucía, en el marco de las conspiraciones de Felipe IV y la independencia de Portugal (1985);
- El poder y la opinión bajo Felipe IV (1987);
- No fuimos nosotros (derrotero de Poniente): del tráfico transoceánico precolombino a la conquista y colonización de América (1992);
- Alcazar Quivir (1992);
- Alonso Pérez de Guzmán. General de La Invencible (1994);
- África versus América. La fuerza del paradigma (2000);
- Felipe II en su contexto;
- Felipe II y Portugal;
- Política económica en los Estados de Medina Sidonia (1549-1587);
- De la mar y las Indias. La armada invencible. (1563-1589);
- Imperio en bancarrota (1590-1615);
- Entre el Corán y el Evangelio;
- Los Guzmanes I (1283-1492);
- Los Guzmanes II (1492-1664);
- Las casas incorporadas (1400-1774);
- El palacio de los Guzmán;
- El archivo de la casa de Medina Sidonia;
- Las almadrabas de los Guzmanes;
- El testamento político de España (1775). Pedro Alcántara de Guzmán XIV Duque Medina Sidonia (1724-1779);
- Socorros que se han de dar a los asfixiados o envenenados (1818);
- Voces de la Historia (colecção de transcrições de documentos, 9 números).

## Cinema e teatro
Em 1996 estreou-se o filme A duquesa vermelha, comédia dirigida por Francesc Betriu cujo título, localização e personagens estão inspiradas na XXI duquesa de Medina Sidonia.
Em 2008 Iñigo Ramírez de Haro, marqués de Cazaza, escreveu a obra de teatro A duquesa ao buraco... e a viúva ao bollo, inspirada também em sua vida.

O 26 de julho de 2010, o produtora Touro TV anunciou que levaria a vida de Luisa Isabel ao ecrã com uma TV movie em duas entregas titulada Isabel, a Duquesa Vermelha, cuja direcção correrá a cargo de Carlos Saura e de cujo guião encarregar-se-iam Carlos Martín e Curro Royo.